# Von Gertten
von Gertten är en svensk adelssläkt med ursprung i staden Hattingen i grevskapet Mark i Westfalen, Tyskland. Den tidigaste kända medlemmen var Berend von Gertten, född och verksam i Reval som bland annat borgare, rådman (1608) och borgmästare (1609). Död 1627. Han var gift med Margareta von Rees (1570-1650) och dom fick tre barn. Deras efterkommande tjänstgjorde ofta som militärer. 
De i Finland boende ättemedlemmarna skriver sig von Gerdten.

## Personer ur ätterna (urval)
- Berend von Gertten (d. 1677), överstelöjtnant vid Björneborgs regemente, stupade vid slaget vid Landskrona 1677.
- Gustaf Wilhelm von Gertten (1679-1754), viceadmiral, tjänstgjorde i svenska flottan under det Stora nordiska kriget. Blev utnämnd Riksråd men avbjöde tjänsten.
- Johan Adam von Gerdten (1767-1835), militär och målare.
- Carl Mauritz von Gertten (1731-1798), militär, deltog i Pommerska kriget, avslutade karriären som överstelöjtnant.